# Pieter Aldrich
Pour les articles homonymes, voir Aldrich.
Pieter Aldrich, né le 7 septembre 1965 à Johannesburg, est un ancien joueur de tennis professionnel sud-africain.
Il était spécialiste du double et a remporté 2 tournois du Grand-Chelem en double messieurs (l'Open d'Australie et l'US Open). Il a atteint la place de no 1 mondial en double en 1990.

## Palmarès

### Titre en simple messieurs
| No | Date       | Nom et lieu du tournoi                                | Catégorie    | Dotation  | Surface      | Finaliste     | Score         |  |
| -- | ---------- | ----------------------------------------------------- | ------------ | --------- | ------------ | ------------- | ------------- |  |
| 1  | 09-07-1990 | Volvo Hall of Fame Tennis Championships, Newport (RI) | World Series | 150 000 $ | Gazon (ext.) | Darren Cahill | 7-6, 1-6, 6-1 |  |

### Titres en double messieurs
| No | Date       | Nom et lieu du tournoi                               | Catégorie           | Dotation    | Surface         | Partenaire   | Finalistes                         | Score              |          |
| -- | ---------- | ---------------------------------------------------- | ------------------- | ----------- | --------------- | ------------ | ---------------------------------- | ------------------ | -------- |
| 1  | 25-04-1988 | US Men's Clay Court Championship Charleston          |                     | 190 000 $   | Terre (ext.)    | Danie Visser | Jorge Lozano Todd Witsken          | 7-6, 6-3           |          |
| 2  | 07-08-1989 | GTE US Men's Hardcourt Championships Indianapolis    |                     | 300 000 $   | Dur (ext.)      | Danie Visser | Peter Doohan Laurie Warder         | 7-5, 7-6           |          |
| 3  | 25-09-1989 | Tournoi de tennis de la côte Pacifique San Francisco |                     | 297 500 $   | Moquette (int.) | Danie Visser | Paul Annacone Christo van Rensburg | 6-4, 6-3           |          |
| 4  | 23-10-1989 | Frankfurt Cup Francfort                              |                     | 175 000 $   | Moquette (int.) | Danie Visser | Kevin Curren Eric Jelen            | 7-6, 6-7, 6-3      |          |
| 5  | 15-01-1990 | Ford Australian Open Melbourne                       | G. Chelem           | 1 220 160 $ | Dur (ext.)      | Danie Visser | Grant Connell Glenn Michibata      | 6-4, 4-6, 6-1, 6-4 | Parcours |
| 6  | 16-07-1990 | MercedesCup Stuttgart                                | Championship Series | 825 000 $   | Terre (ext.)    | Danie Visser | Per Henricsson Nicklas Utgren      | 6-3, 6-4           |          |
| 7  | 27-08-1990 | US Open Flushing Meadows                             | G. Chelem           | 2 554 250 $ | Dur (ext.)      | Danie Visser | Paul Annacone David Wheaton        | 6-2, 7-6, 6-2      | Parcours |
| 8  | 08-10-1990 | European Indoor Championships Berlin                 | World Series        | 260 000 $   | Moquette (int.) | Danie Visser | Kevin Curren Patrick Galbraith     | 7-6, 7-6           |          |
| 9  | 30-03-1992 | Panasonic South African Open Johannesburg            | World Series        | 270 000 $   | Dur (ext.)      | Danie Visser | Wayne Ferreira Piet Norval         | 6-4, 6-4           |          |

### Finales en double messieurs
| No | Date       | Nom et lieu du tournoi                     | Catégorie           | Dotation  | Surface      | Vainqueurs                       | Partenaire   | Score            |          |
| -- | ---------- | ------------------------------------------ | ------------------- | --------- | ------------ | -------------------------------- | ------------ | ---------------- | -------- |
| 1  | 02-05-1988 | WCT Tournament of Champions New York       |                     | 485 000 $ | Terre (ext.) | Jorge Lozano Todd Witsken        | Danie Visser | 6-3, 7-6         |          |
| 2  | 06-06-1988 | The Stella Artois Championships Londres    |                     | 340 000 $ | Gazon (ext.) | Ken Flach Robert Seguso          | Danie Visser | 6-2, 7-6         |          |
| 3  | 25-07-1988 | Volvo International Stratton Mountain      |                     | 400 000 $ | Dur (ext.)   | Jorge Lozano Todd Witsken        | Danie Visser | 6-3, 7-6         |          |
| 4  | 09-01-1989 | New South Wales Open Sydney                |                     | 115 000 $ | Dur (ext.)   | Darren Cahill Wally Masur        | Danie Visser | 6-4, 6-3         | Parcours |
| 5  | 31-07-1989 | Volvo International Stratton Mountain      |                     | 400 000 $ | Dur (ext.)   | Mark Kratzmann Wally Masur       | Danie Visser | 6-3, 4-6, 7-6    |          |
| 6  | 14-08-1989 | Tournoi de tennis de Cincinnati Cincinnati | Championship Series | 485 000 $ | Dur (ext.)   | Ken Flach Robert Seguso          | Danie Visser | 6-4, 6-4         |          |
| 7  | 08-01-1990 | Holden New South Wales Open Sydney         | World Series        | 150 000 $ | Dur (ext.)   | Pat Cash Mark Kratzmann          | Danie Visser | 6-4, 7-5         | Parcours |
| 8  | 25-06-1990 | The Championships Wimbledon                | G. Chelem           | NC $      | Gazon (ext.) | Rick Leach Jim Pugh              | Danie Visser | 7-65, 7-64, 7-65 | Parcours |
| 9  | 03-02-1992 | Volvo San Francisco San Francisco          | World Series        | 235 000 $ | Dur (int.)   | Jim Grabb Richey Reneberg        | Danie Visser | 6-4, 7-5         |          |
| 10 | 13-04-1992 | Philips Open Nice                          | World Series        | 235 000 $ | Terre (ext.) | Patrick Galbraith Scott Melville | Danie Visser | 6-1, 3-6, 6-4    |          |

## Parcours dans les tournois duGrand Chelem

### En simple
| Année | Open d'Australie | Open d'Australie | Internationaux de France | Internationaux de France | Wimbledon      | Wimbledon    | US Open        | US Open    |
| ----- | ---------------- | ---------------- | ------------------------ | ------------------------ | -------------- | ------------ | -------------- | ---------- |
| 1988  | —                | —                | —                        | —                        | 2e tour (1/32) | A. Olhovskiy | 3e tour (1/16) | J. Connors |
| 1989  | 1er tour (1/64)  | V. Paloheimo     | —                        | —                        | 2e tour (1/32) | P. Kühnen    | 3e tour (1/16) | M. Chang   |
| 1990  | 1er tour (1/64)  | C. Bergström     | —                        | —                        | —              | —            | —              | —          |

N.B. : à droite du résultat se trouve le nom de l'ultime adversaire.

### En double
| Année | Open d'Australie          | Open d'Australie          | Internationaux de France  | Internationaux de France | Wimbledon                 | Wimbledon               | US Open                   | US Open                  |
| ----- | ------------------------- | ------------------------- | ------------------------- | ------------------------ | ------------------------- | ----------------------- | ------------------------- | ------------------------ |
| 1987  | —                         | —                         | —                         | —                        | 1/8 de finale W. Green    | S. Edberg A. Järryd     | 1er tour (1/32) W. Green  | D. Goldie P. McEnroe     |
| 1988  | —                         | —                         | 1er tour (1/32) D. Visser | D. Cahill A. Mansdorf    | 1/4 de finale D. Visser   | E. Edwards G. Muller    | 1er tour (1/32) D. Visser | E. Korita J. Levine      |
| 1989  | 1/8 de finale D. Visser   | S. Edberg J. Grabb        | —                         | —                        | 1/4 de finale D. Visser   | K. Flach R. Seguso      | 2e tour (1/16) D. Visser  | G. Ivanišević D. Nargiso |
| 1990  | Victoire D. Visser        | G. Connell G. Michibata   | 1/4 de finale D. Visser   | S. Casal E. Sánchez      | Finale D. Visser          | R. Leach J. Pugh        | Victoire D. Visser        | P. Annacone D. Wheaton   |
| 1991  | 1er tour (1/32) D. Visser | P. Haarhuis M. Koevermans | —                         | —                        | —                         | —                       | —                         | —                        |
| 1992  | 1/8 de finale D. Visser   | T. Nijssen C. Suk         | 2e tour (1/16) D. Visser  | D. Adams A. Olhovskiy    | 1er tour (1/32) D. Visser | J. Fitzgerald A. Järryd | —                         | —                        |

N.B. : le nom du ou de la partenaire se trouve sous le résultat ; le nom des ultimes adversaires se trouve à droite.